# Sigurd Mathiesen (forfatter)
 Der er flere personer med dette navn, se Sigurd Mathiesen.
Sigurd Mathiesen (født 13. juli 1871 i Larvik, død 20. maj 1958 i Langesund) var en norsk forfatter.

## Biografi
Mathiesen blev født ind i det højere borgerskab som søn af en vellykket forretningsmand; men i 1884 blev hans barndomshjem i Kongegata lagt i ruiner under den store bybrand. Allerede 15-16 år gammel begyndte han at skrive. I slutningen af 1880'erne var han gymnasiast i Skien. Studierne blev afbrudt efter et år på grund af farens konkurs i 1890. I protokollerne fra gymnasiesamfundets møder signerede Mathiesen sig som "L" for "lyrikeren". Klassekammeraten Halvdan Koht omtaler i Minne frå unge år Mathiesens "skræk-fortællinger, indsat med mystik og overnaturlige ting", og Koht mener «der var noget vrangkørt i ham, noget af unatur, noget over-reflekteret.» 
I 1890'erne levede Mathiesen som boheme og havde digterambitioner i Kristiania, "dybt nede i alskens svineri," skrev han senere om den tid. Han lærte Thomas og Vilhelm Krag og Nils Collett Vogt at kende, som i 1893 hjalp ham til at få tre digte trykket i Samtiden. I 1895 brød han med sine litterære interesser og tog arbejde på en anden kant af landet. Først i 1897 kom han tilbage til Kristiania og lod sig indskrive ved Otto Andersens skole. I 1898 tog han studentereksamen som privatist på latinlinjen. Derefter fik han en del noveller trykket i Dagbladet, men ved redaktørskiftet samme år tog det slut. Han gav op og rejste i foråret 1900 til USA, hvor han først sled i det med gårdsarbejde på prærien, på farmen hos en onkel, der havde bidraget til hans billet på skibet. Med hjælp fra sin fætter stak Mathiesen af til en anden gård og det samme slid. Først ved tilbagekomsten til New York, hvor han boede hos en tante i Brooklyn, fik han det bedre. Novellen "Flora" bygger på stemninger, fra da han sad i tantens karnapvindue og så ud over "Windsor Terrasses taarnede tage (...) voksede der selsomme erindringer frem (...) i ham fra et fjernt, uvirkeligt liv, jeg muligens har levet." Filologen Peter Groth, som han lærte at kende i New York, læste nogle af hans noveller og rådede ham til at rejse hjem. Groth skaffede ham et job om bord på en dansk amerikabåd, og i efteråret 1901 ankom Mathiesen Kristiania. I Hide Unas har han skildret sit mislykkede foredrag i brødrene Hals' koncertlokale, som han havde lejet for at fortælle om sin amerikarejse. Dårlig akustik bidrog til fiasko, men Gunnar Heiberg forsikrede ham om, at foredraget alligevel var godt nok. Mathiesen tog derfor på turné med det i efteråret 1902 og gjorde stor succes. Det samme forår havde han opholdt sig i Jylland, hvor han arbejdede med sine noveller. I København fik han den ene, "Blodtirsdagen", antaget af Valdemar Vedel, redaktør i Tilskueren. I foråret 1903 udkom hans debutbog. Vedel skrev i sin anmeldelse, at «Fortællerfysiognomiet og Fortælletonen er nok noget Knut Hamsunsk, dog ofte næsten uhyggelig ægte.»  Hverken i Norge eller Danmark sparede kritikerne på lovordene. 25 år senere skrev Ronald Fangen i Tidens Tegn, at "det var en av de mest særpregede og lovende debuter som vårt land har kunnet opvise siden århundreskiftet. Denne lille novellesamling lignet ikke noe annet i vår litteratur." I 1915 satte Gunnar Heiberg en slags undskyldning på tryk på vegne af sine forfatterkolleger. Den hed Til en ukjendt, og stod at læse i Tidens Tegn: "Det er os endnu mindre flatterende, at han naadde os med sin bævende intensitet, men blev fornegtet av os.(...)Allerede det maanegrønne, halvgiftige som staar av hans digtning kan bidra til at forlene vore fjæs med et muntert skjær av midlertidig opstandelse. Vi faar være gla om vi undgaar at se ut som Mathiesen selv havde digtet os." 
Mathiesen var i flere år bosat i Fredriksvern med forfatteren Anna Munch. Hun ville ikke gifte sig med ham. Sladder og folkesnak tvang dem dog til ægteskab, men de blev skilt kort tid senere. I 1916 erhvervede han et hus i Langesund, kaldet Nannasæter, og tog plejesønnen Wilhelm Graff til sig i 1918. I et brev til Halvdan Koht diskuterer Mathiesen muligheden for legal adoption af plejesønnen, samt ivaretagelse af fremtidige indtægter fra sit forfatterskab, "især hvis miraklet skulde ske efter min død=at mine bøker blir solgt i flere oplag. Saa galt har nemlig hændt før." Mathiesen fortsatte med at skrive frem til 1950. Han var syg og fattig, men hans plejesøn sørgede for hans underhold. Mathiesen ligger begravet i Langesund, hvor der også befinder sig et lille Sigurd Mathiesen-museum. En byste af ham, udført af Jens Munthe Svendsen, blev rejst ved "Trapperne" i bøgeskoven i Larvik i 1971, på dagen hundrede år efter forfatterens fødsel.

## Værker
Sigurd Mathiesen udgav i alt seksten bøger: Noveller, romaner, digte og skuespil:
- Unge sjæle: Syv fortællinger (1903)
- Hide Unas (1903)
- Nag (1906)
- Augustnætter: En kvindes optegnelser (1906)
- Hjemlig jord: Fortællinger (1908)
- Satan som seirer: Drama i fem akter (1910)
- Under korsets tegn (1913)
- Det urolige hus (1914)
- Gjenom aarene: Vers (1917
- Francis Rose: Barndom og ungdom (1918)
- Den evige krig (1921)
- Lykkens vang: Fortællinger (1924)
- Johannes Veum (1927)
- Dengang: I den gamle kjøbmandsgaard (Første bind i en kulturhistorisk romantrilogi om Larvik i perioden 1848–1884. Skrevet under pseudonymet «Leo Lønn» 1933)
- I den gamle kjøbandsgaard (Andet bind i en kulturhistorisk romantrilogi om Larvik i perioden 1848–1884. Skrevet under pseudonymet «Leo Lønn» (1934)
- En ny tid (Tredje bind i en kulturhistorisk romantrilogi om Larvik i perioden 1848–1884. 1950)
- Mitt liv (Selvbiografisk avisartikel 1951)

I 1999 blev Unge sjeler og andre noveller genudgivet på forlaget Aschehoug af Knut Brynhildsvoll. Den blev også oversat til tysk og russisk.
I 2008 var det halvtreds år siden Sigurd Mathiesens død. Aschehoug lancerede i den anledning et 300 siders stort studie om Mathiesens debutværk Unge sjæle: Syv fortællinger, med titlen Sigurd Mathiesen. Norges bortglemte laurbærblad. Samme år udgav pladeselskabet Grappa i samarbejde med Køppen forlag en lydbog i serien "Mørkets mestere", hvor forfatteren Hans Herbjørnsrud læser to af Sigurd Mathiesens noveller, "Blodtirsdagen" og "Den sorte uke". Denne udgivelse blev kåret til "Årets lydbog" af Fredrik Wandrup i Dagbladet 24.12.2008.

## Stil
Knut Brynhildsvoll fremhæver Sigurd Mathiesen som en af de allerførste og mest særprægede modernister i norsk litteratur. Hans stil var ekspressionistisk og har mere til fælles med Edvard Munch og den sene August Strindberg end fx Knut Hamsun. Brynhildsvoll har til og med lanceret et nyt begreb om Mathiesens ekspressionisme: Implosionsekspressionisme. Her sigter han til en form for kunstnerisk udtryk, hvor det eksplosive moment i kunsten ikke slår ud i landskabet, men indad i kunstnersindet, hvor det resulterer i psykiske forstyrrelser, angstfornemmelser, fremmedfølelse og vanvidsvisioner. Mathisen var også én af de første i Norge, som tog både okkultisme og satanisme op litterært. I perioder var han stærkt påvirket af ægtefællen Anna Munch, som sværmede for teosofien og det spiritistiske medie Helena Blavatsky.

## Pris
- 1950: Munkens kulturpris [5]

## Eftermæle
Mathiesen "er i udpræget grad dekadencens, træthedens, opløsningens og livsangstens digter," konkluderede Kristian Elster d.y. i sin Norsk Litteraturhistorie fra 1934.  Hans Henny Jahnn  integrerede sekvenser fra "Blodtirsdagen" i sin roman Perrudja fra 1927, et af hovedværkerne i 1900-tallets tyske litteratur. På det tidspunkt var Mathiesen så godt som glemt i sit hjemland. 